# Хронологија инвазије Русије на Украјину (април 2024)
Овај чланак обухвата дешавања која су се догодила у априлу 2024. године, за време инвазије Русије на Украјину.

## Хронологија

### 1. април
Украјинска војска је саопштила да је током дана одбила 46 напада руских трупа у неколико региона, а највише у Бахмуту. Наводи се и да је извршено седам ракетних, као и више од 60 ваздушних удара.

### 2. април
Министарство одбране Немачке саопштило је да ће та земља подржати чешки план за повећање испоруке муниције у Украјину финансирањем куповине 180.000 артиљеријских граната.
Ова помоћ је вредна 576 милиона евра, а прошлог месеца министар одбране Борис Писторијус најавио је пакет помоћи Кијеву од 478 милиона евра.

### 3. април
Генерални секретар НАТО-а Јенс Столтенберг предложио је петогодишњи пакет војне помоћи Украјини у вредности од 100 милиона евра, којим би северноатлантски савез пружио директнију подршку Кијеву.
Више од 100.000 људи приступило је војној служби по уговору у Оружаним снагама Русије од почетка 2024. године, преноси руско Министарство одбране.
Претходно је руски министар одбране Сергеј Шојгу најавио да до краја 2024. године планирају формирање две комбиноване армије и тридесет формација, што укључује 14 дивизија и 16 бригада.

### 4. април
Противваздушни систем одбране Руске Федерације уништио је авион Су-27 Оружаних снага Украјине у региону Краматорска, у Доњецкој Народној Републици (ДНР), саопштило је Министарство одбране.
У саопштењу Министарства наведено је да је "авион Су-27 украјинског ратног ваздухопловства оборен системима противваздушне одбране у близини града Краматорска, Доњецке Народне Републике".
Финске власти одлучиле су да продуже затварање границе са Руском Федерацијом на неодређено време, као меру предострожности у светлу текућих геополитичких напетости и ситуације на источној граници Европе.

### 5. април
Руска противваздушна одбрана оборила је током ноћи 53 украјинске беспилотне летелице, већином у региону Ростова, саопштило је руско Министарство одбране.
Један дрон је оборен у Саратовској области где се налази ваздушна база руских стратешких бомбардера. Дронови су такође оборени изнад Курске, Белгорода и Краснодарског региона, наводи се у саопштењу.

### 6. април
Министарство националне одбране Украјине саопштило је да је Литванија  пребацила у ту земљу оклопне транспортере М-577.
Министарка одбране Холандије Кајса Олонгрен рекла је да ће њена земља обезбедити укупно 24 борбена авиона Ф-16 Украјини.
"Укупно ћемо предати 24 ловца Ф-16, чим све буде спремно. То зависи од обуке украјинских пилота и техничара, као и од инфраструктуру", нагласила је Олонгрен.
Према њеним речима, овај пошиљка је део сарадње са Украјином, Данском, САД и другим земљама.Холандија намерава, претходно је саопштено, да испоручи прве ловце Ф-16 Украјини у другој половини 2024. године.

### 7. април
Руска војска је извршила балистички напад на Одесу изазвавши разарања и жртве.
Преноси се да су се касно у суботу, током упозорења о ваздушном нападу, у граду чуле гласне експлозије које су чули становници различитих округа.
Одбрамбене снаге јужне Украјине апеловале су на становништво да остане у склоништима. Како се наводи, од последица удара избио је пожар, који су спасиоци брзо угасили. Уништене су административне и техничке зграде.

### 8. април
Из Запорошке нуклеарке, која је под контролом Москве, саопштено је да је украјински дрон оборен изнад крова реактора број шест.
"Данас је над постројењем оборен дрон-камиказа. Пао је на кров блока 6“, саопштила је електрана.

### 9. април
Противбродска ракета "нептун" коју је лансирала Украјина уништена је изнад Црног мора, а четири беспилотне летелице оборенe су изнад Белгородске и Вороњешке области, саопштило је у руско Министарство одбране.
Дежурни ПВО системи су уништили четири украјинске беспилотне летелице изнад територија Белгородске и Вороњешке области, а украјинска ракета "нептун" је оборена изнад Црног мора код обала Крима.
Америчка влада пребацила је украјинским оружаним снагама велику пошиљку оружја иранске производње које је било намењено Јемену, али је на путу пресретнуто, саопштила је централна команда Сједињених Америчких Држава.
Напомиње се да је 4. априла Украјина, посебно, добила више од 5.000 јуришних пушака АК-47, митраљеза, снајперских пушака и бацача граната РПГ-7.Заједно с њима пребачено је више од 500.000 метака калибра 7,62 мм.

### 10. април
У јутрошњим ваздушним нападима руске војске на Украјину, оштећени су енергетски објекти у црноморском региону Одесе и оближњем граду Николајеву, а без струје је остало више од 400.000 потрошача.
Украјинска електродистрибуција саопштила је да су напади изазвали нестанке струје у јужним регионима земље, највише у Херсонској области, али да је за већину њих обновљен приступ електричној енергији.

### 11. април
Руска војска саопштила је да је преко ноћи оборила 12 дронова изнад Курске, Тамбовске, Белгородске, Брјанске, Липецке области и Републике Мордовије.
У Липецкој области, дрон је пао на зграду болнице у изградњи у селу Доброје, рекао је гувернер Игор Артамонов.

### 12. април
Руске снаге поново су у неколико таласа "шахедима" гађале Украјину.
Према саопштењу Јужних одбрамбених снага, гађана је енергетска инфраструктура различитих региона Украјине. Интензиван борбени рад бранилаца са ПВО трајао је око пет сати.

### 13. април
Литванија ће издвојити 1,2 милијарде евра у фонд за подршку Украјини, који је створила ЕУ за куповину муниције и војне опреме, саопштила је министарка унутрашњих послова Литваније Агне Билотаите.
Такође, наводи да ће помоћи да се унапреди систем безбедности у украјинским школама, за који је влада Литваније издвојила 400.000 евра.

### 14. април
Руске оружане снаге заузеле су повољније положаје у Доњецку где су украјинске снаге изгубиле око 470 војника, саопштило је руско Министарство одбране.
Министарство наводи да су руске снаге поразиле украјинску војску у области села Работино у Запорошкој области.
Истиче да су руске снаге напредовале и у правцу Купјанска у Харковској области.

### 15. април
Посаде ловаца-бомбардера Су-34 Ваздушно-космичких снага Русије уништиле су командно место Оружаних снага Украјине у јужном Доњецку у зони специјалних операција, саопштило је Министарство одбране Федерације.
"Удар су извеле невођене ваздушне бомбе ОДАБ-500 са универзалним модулом за планирање и корекцију, који омогућава прецизне ударе са безбедне удаљености од линије борбеног контакта“, наводи се у саопштењу.

### 16. април
Председник Володимир Зеленски потписао је предлог закона о изменама и допунама одређених законских аката у вези са служењем војног рока, мобилизацијом и војном регистрацијом, који је недавно усвојио украјински парламент.
Законом је предвиђено да мобилизацији подлежу грађани мушког пола старости од 25 до 60 година.Грађани који стално живе у иностранству морају се пријавити за војну службу у Украјини. Како ће тачно то радити, одредиће Кабинет министара.
Уместо војне обавезе, уводи се основни војни рок за грађане од 18 до 25 година. За време ванредног стања трајаће до три месеца, у мирнодопско до пет.
Кијев иницира сазивање састанка Савета Украјина-НАТО, саопштио је председник Володимир Зеленски у видео поруци Украјинцима.Зеленски је рекао да ће бити поднет захтев за сазивање састанка о заштити неба Украјине, снабдевању ПВО, релевантним системима и ракетама.
Напоменуо је да су у току континуирани преговори са партнерима за јачање капацитета Украјине у одбрани од Руске Федерације.

### 17. април
Немачка је упутила хитан апел земљама чланицама Европске уније и НАТО-а да појачају помоћ за украјинску противваздушну одбрану што је пре могуће, саопштили су немачки званичници.
Председник Украјине Володимир Зеленски захвалио је војсци на прецизности током операције уништавања аеродрома у Џанкоју на Криму.
"Желим да се захвалим свима у нашим Оружаним снагама Украјине који припремају специјалне операције – посебно важне операције, изузетно тешке, које уништавају опрему руске војске, њихову борбену инфраструктуру“, рекао је Зеленски

### 18. април
Украјинска војно-обавештајна служба саопштила је да су у украјинском нападу на Крим "озбиљно" оштећена четири руска ракетна бацача, три радарске станице и друга опрема.

### 19. април
Губернатор Белгородске области Вјачеслав Глатков изјавио је да су руске снаге пресреле 25 ваздушних циљева изнад те области, али да нема повређених.
Глатков је навео да је циљ напада био град Белгород, као и да је више зграда и приватних кућа оштећено.
Украјина ће од Европске инвестиционе банке добити 560 милиона евра за енергетску и транспортну инфраструктуру, изјавио је украјински премијер Денис Шмигаљ,Осим развоја инфраструктуре, средства ће бити утрошена за обнову зграда, као и друге економске пројекте који ће, навео је Шмигаљ, Украјину приближили Европској унији.

### 20. април
Представнички дом Сједињених Држава, који је под контролом републиканаца, изгласао је дотирање пакета војне помоћи Украјини у вредности од 60,8 милијарди долара.
Председник Украјине Володомир Зеленски претходно је америчку помоћ истакао као кључну у одбрани Украјине од Русије.
Предлог иде на гласање у Сенат који ће, највероватније, прихватити одлуку Представничког дома.
Председник САД Џозеф Бајден већ је истакао да ће са задовољством потписати предлог о помоћи за Украјину уколико је амерички Конгрес изгласа.Амерички званични су најавили да би први пакет помоћи могао да буде испоручен већ наредне недеље.

### 21. април
Локални званичник Михаил Развожајев објавио је да су руске снаге одбиле напад противбродским пројектилом на једно од пловила у луци Севастопољ на Криму.
Како је додао, фрагменти пројектила који су пали изазвали су мањи пожар.
Медији су пренели да је саобраћај на Кримском мосту био привремено обустављен, али да је сада нормализован.

### 22. април
Руски ваздушни напад на други највећи град Украјине Харков, погодио је инфраструктуру за ТВ емитовање, што је изазвало прекиде у сигналу, рекао је локални званичник.
Телевизијски торањ од 240 метара у украјинском граду Харкову преполовио се и пао, наводи се да није било жртава.
Руске снаге које чине 20.000-25.000 војника покушавају да упадну у град Часов Јар на истоку Украјине као и у околна села, саопштила је украјинска војска. Описује ситуацију у тој области тешком.
Украјина има потпуну контролу над градом Часов Јар, који се налази на стратешкој узвишици у делимично окупираној области Доњецк, али је врховни командант Кијева рекао да Русија жели да заузме град до 9. маја када се обележава Дан победе Совјетског Савеза у Другом светском рату.

### 23. април
Министар одбране Русије Сергеј Шојгу рекао је да ће руске снаге интензивирати нападе на украјинска складишта у којима се налазе оружја са Запада.
У обраћању војним званичницима, Шојгу је рекао и да је Русија "разбила мит супериорности западног оружја" и да су руске снаге преузеле иницијативу над 1.000 километара фронта.

### 24. април
Амерички Сенат усвојио је закон којим се одобрава пакет безбедносне помоћи Израелу, Украјини и Тајвану у вредности од укупно 95 милијарди долара.Како би закон ступио на снагу, потребно је да га потпише председник САД Џозеф Бајден.
Пакет помоћи предвиђа 61 милијарду долара за Украјину, 26 милијарди за Израел, и око 8.12 милијарди за ''супротстављање комунистичкој Кини'' у Индо-Пацифику.
Европска комисија је пренела Украјини 1,5 милијарди евра у оквиру украјинског фонда укупне вредности 50 милијарди евра, постављеног у вишегодишњем буџету ЕУ.
"Данас исплаћујемо додатних 1,5 милијарди евра у оквиру кредита за Украјину од 50 милијарди евра", рекла је председница Европске комисије Фон дер Лајен.
Руска војска је погодила радионицу за производњу украјинских беспилотних летелица, саопштава Министарство одбране Русије.
"Оперативно-тактичка авијација, ракетне снаге и артиљерија групација трупа Оружаних снага Руске Федерације уништиле су свеобухватну радарску станицу П-18, а погодиле су и радионицу за производњу беспилотних летелица, складиште горива намењене оружаним снагама Украјине, људство и војну опрему у 117 региона", наводи се у саопштењу Министарства одбране.

### 25. април
Украјина је почела да користи балистичке ракете дугог домета против руских снага, које су тајно обезбедиле САД, потврдили су амерички званичници.
Оружје је било део пакета помоћи од 300 милиона долара који је одобрио амерички председник САД Џозеф Бајден у марту и стигло је овог месеца.

### 26. април
Украјина повлачи америчке тенкове М-1А1 Абрамс са линије фронта. Један од разлога је употреба беспилотних летелица Русије. Украјинске оружане снаге су у јануару 2023. добиле 31 тенк "абрамс" из Сједињених Држава, а коришћени су за пробијање одбране руске војске.
Међутим, током овог времена стање на терену се променило, Русија је почела активно да користи извиђачке и нападачке дронове, што је Украјини отежало заштиту тенкова.

### 27. април
Украјински министар енергетике Герман Галушченко каже да је руском нападу на тамошња енергетска постројења у три региона оштећена опрема и рањен најмање један радник.
Галушченко је додао да су руски удари били усмерени на област Дњепропетровска у централној Украјини и западне регионе Лавов и Ивано-Франковск.
Украјински дронови извршили су удар на рафинерије нафте Илски и Славјанск у руском Краснодарском крају, изазвавши пожаре на објектима.  Украјинске беспилотне летелице су током ноћи гађале и војни аеродром Кушчовск у истом региону.
Руске снаге су током недеље извеле 35 високо прецизних удара на енергетске објекте и војно-индустријске комплексе Украјине, саопштава Министарство одбране Русије.

### 28. април
Руски системи противваздушне одбране оборили су током ноћи 17 украјинских беспилотних летелица изнад Брјанске, Курске, Белгородске и Калушке области, саопштила је прес-служба Министарства одбране Русије.

### 29. април
Руска војска преузела је контролу над селом Семеновка у Доњецкој области, саопштило је данас руско Министарство одбране. У саопштењу се наводи да су село заузеле јединице "Центар".
Министарство одбране Русије јуче је саопштило да је руска војска преузела контролу над селом Новобахмутовка у самопроглашеној Доњецкој Народној Републици, које је било кључна тачка у борби протеклих дана.

### 30. април
Украјина је током ноћи извела ракетни удар на Крим. Више експлозија одјекнуло је у окрузима Јевпаторија, Џанкој, Симферопољ, Хвардијско и Красноперекопск.
Пет војника Оружаних снага Русије повређено је у гранатирању војног аеродрома у Џанкоју.
Према прелиминарним подацима, Кијев је користио неколико балистичких пројектила "атакамс" (ATACMS) и дронове-камиказе.